# ロルフ・モンセン
ロルフ・モンセン (Rolf Monsen、1899年1月8日 - 1987年4月28日) はオリンピックにも出場したアメリカのスキー選手。

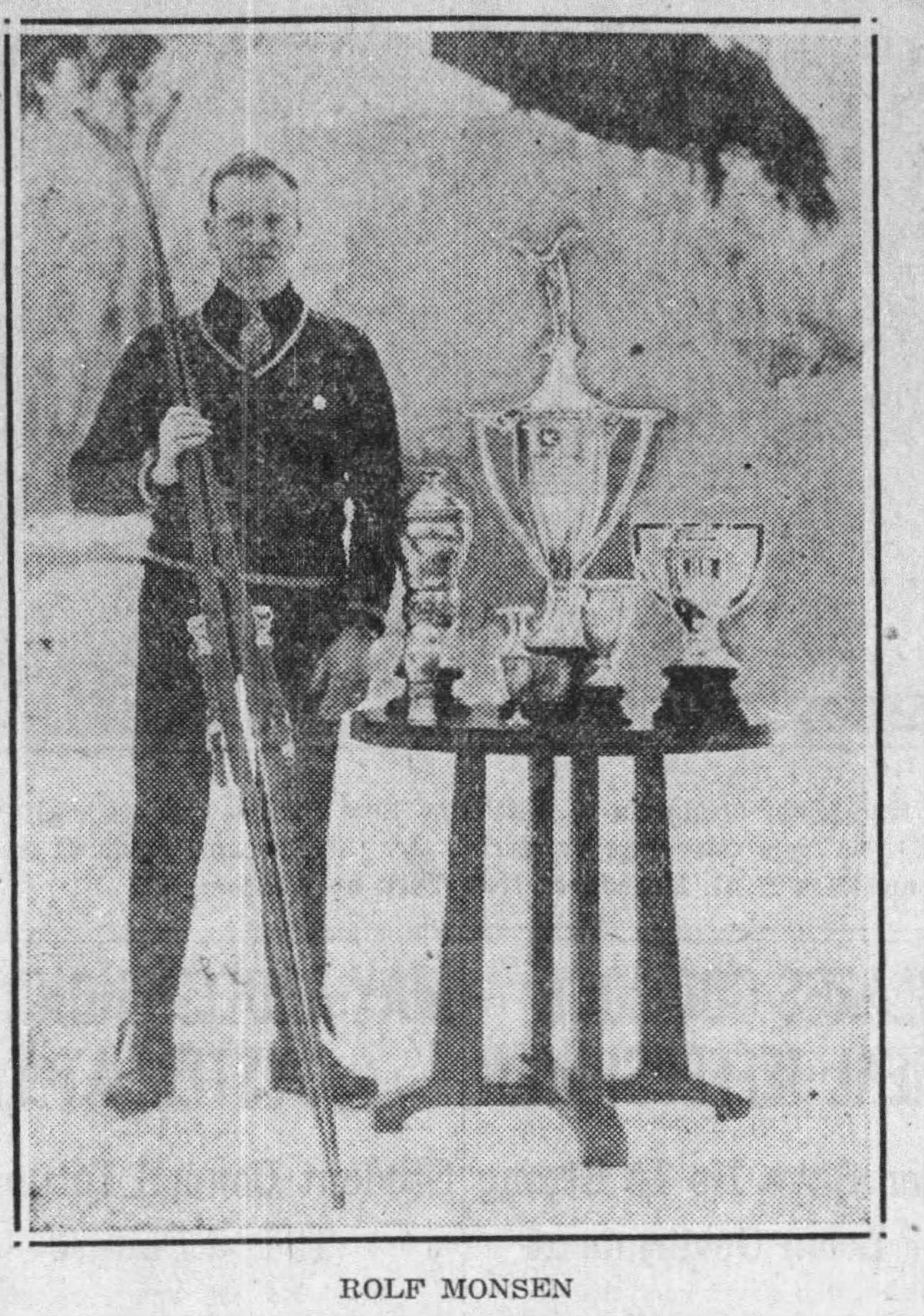

ノルウェーのオスロ出身。スキージャンプ、クロスカントリースキー、ノルディック複合の選手であった。1928、32、36年の3度オリンピックに出場した。オリンピックにおける最高成績は1928年のサンモリッツオリンピックのスキージャンプにおける6位である。怪我のため競技はできなかったが、1936年のオリンピックでアメリカ選手団の旗手に選ばれている。
第二次世界大戦中は、アメリカ国防総省と協力して、第10山岳師団のスキー隊の訓練の手伝いをした。その後はバーモント州ウォーレンのシュガーブッシュリゾートでスキーの普及を手助けした。1964年に全米スキー殿堂に選ばれている。

## 関連書物
- Baumgardner, Randy W. (1998) 10th Mountain Division(Turner Publishing Company) ISBN 978-1-56311-430-4
- Feuer, A.B. (2006) Packs On!: Memoirs of the 10th Mountain Division in World War II (Stackpole Books)  ISBN 978-0-8117-3289-5
- Pushies, Fred (2008)  10th Mountain Division Zenith Press) ISBN 978-0-7603-3349-5
- Shelton, Peter (2003)  Climb to Conquer: The Untold Story of WWII's 10th Mountain Division Ski Troops (Scribner) ISBN 978-0-7432-2606-6